# Bagatellgrenze
Die Bagatellgrenze bezeichnet die Grenze, an der ein Tun oder Unterlassen wirtschaftlich oder gesetzlich geboten ist.
Der Duden definiert den Begriff „Bagatelle“ mit „unbedeutende Kleinigkeit“. Daraus folgt, dass hier die Grenze zwischen einer unbedeutenden und einer bedeutenden Kleinigkeit gezogen wird. Im Sprachgebrauch des 21. Jahrhunderts wird die Bagatelle oft auch mit dem Begriff „Peanuts“ umschrieben.
Die Bagatellgrenze ist vor allem im Steuerrecht und bei der KVdR-Verbeitragung der betrieblichen Altersversorgung (§ 226 SGB V) sowie in der Verwaltungsvollstreckung zu finden. Erst nach Überschreitung der Grenze werden steuer- und/oder vollstreckungsrechtliche Konsequenzen ausgelöst. Diese Grenzen sind nicht immer gesetzlich normiert, sondern werden oft auch verwaltungsintern oder, hauptsächlich im Polizeivollzug, aus der Situation heraus festgelegt. Das ist auch meist beabsichtigt, damit die Eingriffsschwelle nicht unbedingt nach außen bekannt wird. Die Grenze ist fließend und passt sich den Gegebenheiten an.
Bei der Geltendmachung einer Wertverminderung „ist die Wesentlichkeit des Ereignisses, durch welches eine merkantile Wertverminderung bewirkt wurde“ entscheidend. „Gänzlich geringfügige Beeinträchtigungen des Gebrauchs bzw. des daraus gezogenen Nutzens haben in der Regel in der Praxis keine außerordentliche Wertverminderung zur Folge, weswegen eine merkantile Wertverminderung auch nur in Ausnahmefällen angesprochen werden kann“ (zum Beispiel sind eine Bagatelle die durch das Montageunternehmen verursachte Kratzer auf der Rückseite eines Kleiderschrankes, der zur Wand steht). „Die Bagatellgrenze berechnet sich jeweils nach dem Wiederbeschaffungswert des Gebrauchsgegenstandes, wobei die 5 – 10 %-Grenze, ähnlich wie im KFZ-Bereich vorgeschlagen, als grundsätzliche Orientierungshilfe herangezogen werden kann.“

## Bedeutung im Betriebsrentenrecht
Im Recht der betrieblichen Altersversorgung darf der Monatsbetrag der aus der Anwartschaft resultierenden laufenden Leistung bei Erreichen der vorgesehenen Altersgrenze 1 % der monatlichen Bezugsgröße des § 18 SGB IV, bei Kapitalleistungen 12/10 der monatlichen Bezugsgröße des SGB IV nicht übersteigen, vgl. § 3 Abs. 2 Satz 1 BetrAVG.
Gemäß § 3 Abs. 2 BetrAVG besteht bei Bagatellanwartschaften oder bei laufenden Leistungen, welche die Bagatellgrenze nicht übersteigen, eine Ausnahme vom Abfindungsverbot. Vormals, d. h. bis zum Ende des Jahres 2004, konnten Bagatellanwartschaften auf Verlangen des Arbeitnehmers als auch des Arbeitgebers abgefunden werden, was sich seit Beginn des Jahres 2005 geändert hat. Seitdem darf der Arbeitgeber bei Beendigung des Arbeitsverhältnisses eine Bagatellanwartschaft ohne Zustimmung des Arbeitnehmers abfinden.
Hinsichtlich laufender Leistungen gilt: Laufende Bagatellrenten dürfen abgefunden werden. Laufende Leistungen, die vor dem 1. Januar 2005 gezahlt wurden, dürfen unabhängig von ihrer Höhe abgefunden werden, insoweit gilt § 3 BetrAVG nicht. Eine laufende Leistung oberhalb der Bagatellgrenze konnte nach § 3 in der bis 31. Dezember 2004 geltenden Fassung nicht ohne Zustimmung des Rentners abgefunden werden. Das hat sich nicht geändert.
Auch Bagatellanwartschaften, die im Rahmen einer Entgeltumwandlung erworben wurden, können ohne Zustimmung des Arbeitnehmers abgefunden werden.